# Ciucea
Ciucea – wieś w Rumunii, w okręgu Kluż, w gminie Ciucea. W 2011 roku liczyła 1132 mieszkańców.